# 齿叶玄参
齿叶玄参（学名：Scrophularia dentata）为玄参科玄参属下的一个种。

## 扩展阅读
- 維基物種上的相關：齿叶玄参